# Sutton, West Virginia
Sutton är administrativ huvudort i Braxton County i West Virginia i USA. Orten har fått sitt namn efter grundaren John D. Sutton. Enligt 2010 års folkräkning hade Sutton 994 invånare.